# Марија Микић
Марија Микић (Београд, 22. јун 1992) је српска певачица и гласовна глумица. Учествовала је у првој сезони музичког такмичења Први глас Србије. Са супругом Јованом Пантићем има ћерку Ђурђу и сина Милију.

## Дискографија

### Синглови
- Рано (2018) дует са Минеом
- Мили (2019)
- Како нам је било добро (2020)
- Свиђа ми се он (2020) акустична обрада песме Ксеније Пајчин
- Јул (2021)[5]
- Љуби ме љуби (2022)
- Комбинације (2022)
- Љубав ме инспирише (2022) Песма за Евровизију ’22
- Кнез Михаилова (2022)
- Прозор (2023)
- Миконос (2024)

## Награде и номинације
| Година | Награда                 | Категорија                  | Рад                | Исход    | Реф.  |
| ------ | ----------------------- | --------------------------- | ------------------ | -------- | ----- |
| 2022.  | Песма за Евровизију ’22 |                             | Љубав ме инспирише | 8. место | [ 6 ] |
| 2023.  |                         | Поп нумера женског извођача | Комбинације        | Освојено |       |

## Филмографија
| Улоге на филму |                                   |               |                                       |          |
| Година         | Српски назив                      | Изворни назив | Улога                                 | Напомена |
| 2014.          | Како да дресирате свог змаја 2    |               | Каменоглава                           |          |
| 2015.          | Алвин и веверице: Велика авантура |               | организаторка, певачица у песми „Дом” |          |
| 2016.          | Ледено доба: Велики удар          |               | Брук                                  |          |
| 2016.          | Зоотрополис — град животиња       |               | заменица градоначелнице Овчице        |          |
| 2016.          | Кунг-фу Панда 3                   |               | Меи Меи                               |          |
| 2016.          | Тролови                           |               | Суки                                  |          |
| 2019.          | Како да дресирате свог змаја 3    |               | Каменоглава                           |          |
| 2021.          | Раја и последњи змај              |               | Сису                                  |          |